# Friends & Lovers
A Friends & Lovers című dal Boris Gardiner és Gwen Guthrie közös 1987-ben megjelent dala, mely albumra nem került fel, és csupán az angol kislemezlistára került fel, a 97. helyre.[forrás?]

## Megjelenések
12"  Creole Records – CRT 1
- A	Friends & Lovers Engineer – Jeff Lord
- B	She's Everything A Man Could Want Engineer – Mark Plati

## Slágerlista
| 1987 | Friends & Lovers | - | - | 97 |